# Кино (Делёз)
Кино (фр. Cinéma) — работа французского философа Жиля Делёза в двух томах, выпущенная издательством «Минюи» в 1983 и 1985 годах.
В этом эссе Делёз пытается, основываясь на работе Анри Бергсона «Материя и память», разработать анализ признаков, событий, созданных кино, посредством фильмов Ингмара Бергмана, Робера Брессона, Ясудзиро Одзу, Орсона Уэллса, Альфреда Хичкока, Сергея Эйзенштейна, Фрица Ланга, Лукино Висконти, Луиса Бунюэля и многих других. По словам автора, работа является «книгой о логике, логике кино», которая «выделяет некоторые кинематографические концепты»: фундаментальные концепты движения, образа, узнавания, времени.

## Анализ
Согласно Делёзу, кино не только нуждается в новой философии, но и требует пересмотра самого понятия мышления, поскольку его технология позволяет человеку представлять себя и мир иначе, чем он является актуально, и может освободить нечеловеческий потенциал, создать новую жизнь, новые возможности. Делёз отвергает подход к кино как к средству коммуникации: кино есть поверхность, на которой отражается мышление зрителей; автономный от создателей эстетический посредник. Кино есть «имманентное поле смыслов», в котором течение времени не зависит от эмпирической реальности. Кинематографический образ не есть объект, а процесс, движение в мире мысли. Делёз обращается к Бергсону, критиковавшему кино в начале XX века как повторение иллюзии, разделяющей время на мгновения. Хотя Бергсон частью ошибался (кино все-таки стало новым способом репрезентации, восприятия и мышления), он был прав в главном: кино есть чисто темпоральное искусство, в котором движение подчиняется не объекту, а образу-движению. Кино производит образы движения во времени: Делёз выделяет образ-движение и образ-время, которые соответствуют двум периодам развития кино: когда истощаются возможности образа-движения, на смену приходит образ-время (точка перехода — 1945 год). Первый является репрезентацией и базируется на нарративных конвенциях; второй противостоит репрезентации: если для нарративного кино образа-движения первичным является нарративный и относительный смысл (и только потом визуальный образ), то образ-время ставит на первое место визуальный образ.

### Действие, реакция
Анализ кино Делёза основан на работе Анри Бергсона «Материя и Память».
С физиологической точки зрения и очень упрощённым образом человеческое восприятие следует следующей сенсорной схеме:
- датчики (глаз, слух …) получают информацию в нашей среде. Они захватывают действие окружающей среды на нас.
- эта информация отправляется через сенсорные нервы в мозг
- мозг способен принять решение о реакции на окружающую среду.
- сигнал реакции передаётся через двигательные нервы в мышцы
- эти мышцы фактически выполняют реакцию.

Таким образом, человеческий мозг является главным образом интерфейсом между принятыми действиями и переданными реакциями. Он всегда работает в соответствии с принципом действия-реакции.
Вопреки распространённому мнению, наше восприятие — это не просто ментальные копии нашей среды. То есть они не ограничиваются сигналом, посылаемым датчиками в мозг. Именно этот сенсорный сигнал обрабатывается мозгом, чтобы рассмотреть возможные реакции, которые составляют наше восприятие. Восприятие — это не принятое действие, а набор возможных ответов на это действие.

### Привычка и чистое отражение
Между действием и реакцией может быть более длительный или более короткий период времени.
В конечном случае тип реакции почти всегда связан с действием. Это не рефлекс, но когда последовательность действий выполняется часто, она становится хорошо известна и может быть достигнута быстро и без необходимости концентрации. Это повышает эффективность, скорость и освобождает мозг. Типичным примером является обучение вождению: сначала пробуя, оно становится все менее сложным, так как последовательности движений становятся привычными. Другой пример, своего рода краевой эффект, когда мы слушаем известный диск и конец одной части напоминает нам о начале следующего. Последовательность здесь известна сердцем, и мы ожидаем следующего действия по привычке.
Но что произойдёт, если мы включим случайное проигрывание? Ожидаемая песня не воспроизводится, а заменяется другой. Мы обеспокоены. И это предел привычки: он абсолютно не адаптируется. Поскольку человек находится в необычной ситуации, привычка совершенно неэффективна. Затем необходимо призывать свою память, искать в нашем прошлом не слишком далекие события, способные просвещать нас по выбору, сделанному в нынешней ситуации. Нужно думать, и это требует времени. Необходимо, чтобы время между полученным действием и реакцией было растянуто. На конечном пределе это время становится бесконечно длинным: это чистое отражение. Действие больше не вызывает реакции, сенсомоторная схема нарушена.
Это две крайности, и фактическое функционирование мозга колеблется постоянно между ними. Выбор зависит от потребностей момента и времени. Если у меня будет очень важное решение, я подумаю, найду время, чтобы изучить различные аргументы. Это время, необходимое для размышлений, которое решает, когда реагировать: принять разумное решение. Но если я нахожусь в своём кресле и на меня летит мяч, я быстро отскакиваю и роняю коктейль, который я держал в руке: реакция протекает быстро, но не оптимально. Если бы у меня было время, я бы подумал о коктейле и пошевелился. Но теперь у меня не было времени, опасность была слишком неизбежной. Время, необходимое для отражения, ограничено срочностью действия-реакции.

### Образ-движение, образ-время
Жиль Делёз иллюстрирует предыдущее отражение через кино.
Точно так же, как мозг работает между двумя экстремальными типами, мы находим в кино два больших соответствующих образа. С одной стороны — образ-движение, которое опирается на сенсомоторную схему (действие вызывает реакцию). С другой стороны, образ-время, опирающееся на чистое отражение. На первом образе, действие определяет время. Персонаж выходит из комнаты — вырезается — тот же персонаж виден снаружи, выходя из дома и выходя на улицу. План был вырезан, потому что персонажу нечего было делать. Это действие (выход персонажа), которое останавливает план и решает его продолжительность. Следующий план — это реакция. Время зависит от действия. Кинофильм — это большая часть образов, которые мы видим, а не только боевики. Просто устроено интервью с журналистом и личностью, кадр на журналиста, который задаёт свой вопрос, контршот против собеседника, отвечающего на него, — это чистое образ-движение.
Но теперь давайте рассмотрим следующий план: отец ловит рыбу с сыном, которого он давно не видел. Они стоят на берегу. Контакт трудный, они ничего не говорят, они смотрят на горизонт. Это длится долгое время, гораздо дольше, чем время, необходимое зрителю, чтобы понять, что они ловят рыбу. Вырезать. Следующий план не имеет ничего общего. Например, мать увозит сына на машине в город. Между двумя планами нет причинно-следственной связи. Мы не можем сказать, произойдёт ли это раньше или через два часа или в следующем месяце. Реакции на рыбную ловлю не было, и если бы план продолжался дольше, ничего бы не случилось. Действие плана больше не определяется действием, время не зависит от действия. Мы не знаем результата промысла, и это не имеет значения. Этот план является частью того, что Жиль Делёз называет «чистой оптической и звуковой ситуацией». Он используется, в частности, «балладные фильм», примером которого является «Таксист» Мартина Скорсезе
Исторически, кино начиналось с использования, по существу, образа-движения. Оно связано с логикой, рациональностью. В контршоте между двумя персонажами, которые говорят, у нас нет выбора момента среза: они следуют вмешательствам персонажей. На любые вопросы, мы ожидаем последовательного ответа. «Мы ждём», то есть находим себя в контексте привычки, мы ожидаем не обязательно содержания ответа, но, по крайней мере, что ответ будет дан, и мы знаем заранее, что это произойдёт в конце вопроса.
Жиль Делёз находит появление образа-времени после Второй мировой войны: мы больше не верим в этот принцип действия-реакции. Война — это сложное действие, которое находится за пределами нас, невозможно реагировать, изменить ситуацию, чтобы сделать её понятной. Отсюда возникновение образа-времени с итальянским неореализмом, затем французская Новая волна и отсрочка голливудского кино в Соединённых Штатах. Герои Федерико Феллини (Сладкая жизнь) или Лукино Висконти («Смерть в Венеции») разочарованы, они отказываются действовать, выбирать. И это уже много говорит о том, что они отказываются действовать. Сенсомоторная схема ломается, потому что персонаж видел что-то слишком большое для него. Делёз постоянно возвращается к картине «Европа-51» Роберто Росселлини: женщина проходит завод, останавливается. «Я думала, что видела заключённых». Страдания слишком велики, чтобы она продолжала свой путь «по привычке». Образ-время ломается с Привычкой и привносит персонажа в измерение времени: «частица времени в чистом состоянии». И это то, что интересует Делёза на свой счёт в кино, а именно то, как кинематографический образ может выразить время, которое сначала сравнивается с движением. Эта концепция времени построена по отношению к бергсоновской концепции времени и развивается двумя способами. Время прежде всего в настоящее время, здесь и сейчас. Но, согласно второму способу, время не прекращается разворачиваться в двух направлениях: прошлом и будущем. Вот почему Делёз настаивает на своём анализе Висконти на «слишком поздно». В «Смерти в Венеции» художник слишком поздно понимает, чего не хватает в его работе. Пока он здесь и сейчас гниёт, гниёт в настоящем, герой понимает одновременно, но, как и в другом измерении, в ослепительном свете солнца на Тадзио, эта чувственность всегда убегала от него, что плоть и земля пропущены в его работе.
Эта концепция временного образа приносит Делёзу следующее утверждение: «образа кино нет». Действительно, если время не перестаёт настаивать, возвращаться к самому себе и составлять память в то же время, что и проходит, то это то, что показывает нам фильмы, это зоны памяти, «полотнища прошлого», которые иногда концентрируются и сходятся в «точках настоящего». В этом отношении Орсон Уэллс является одним из величайших современных кинематографистов, поскольку он схватил это мнемическое измерение образа. «Гражданин Кейн» — это плёнка, построенная в памяти, где каждая секция, каждая зона появляется как стратифицированный слой, который сходится или расходится с другими зонами. Каждое «полотнище памяти» появляется благодаря использованию глубины резкости, сделанной Уэллсом: это, как и само время, позволяет расположить в одном изображении разного движения различные события, которые как мир для себя, по образу Прустской памяти, из которого Делёз рисует правильное выражение временного образа: «частица времени в чистом состоянии».
Так же, как мозг колеблется между привычкой и отражением, так и можно смешивать два образа. Давайте выведем нашего персонажа из его дома: образ-движения хотел бы, чтобы срез произошёл, когда он прошёл через дверь. Теперь камера задерживает одну, может быть, две секунды в пустой комнате, затем разрезает и снаружи снимает. Образ-движение извращено: есть хорошее действие и реакция, но время не соответствует, создавая ощущение смущения: почему камера задерживается в этой пустой комнате, где ничего не происходит ? Или есть действие и реакция, но реакция не логична. Простейшей формой этой свободы связывания является «ложное связывание», используемое, например, режиссёром, таким как Одзу

### Образ-переживание (аффект): лицо и крупный план
Исходя из анализа основных категорий кинематографического дискурса: план, кадр, монтаж, Делёз выделяет и рассматривает три разновидности образа-движения — образ-перцепцию, образ-действие и образ-аффект.
Образ-аффект связан с кинематографическим понятием «план» и философским понятием «движение». В «Кино» образ-переживание (аффект) анализируется сразу в двух главах книги: «Образ-переживание: лицо и крупный план» и «Образ-переживание: качества, возможности, какие-угодно-пространства».
«Образ-переживание есть образ крупным планом, а крупный план — это лицо…».
- Качества и Возможности

Понятие «лицо» в философии Жиля Делёза относится не только к анализу кинематографических средств выразительности, но также к его общей философской концепции.
В первой части главы Делёз пишет, что у каждого образа есть два полюса — рефлектирующий и подвергнутый рефлексии. Два этих понятия неразрывно связаны друг с другом. Каждый образ, по-мнению философа, это множество, состоящее из неподвижной рефлектирующей части и интенсивных выразительных движений. Оно и образует образ-переживание (аффект).
Но что же тогда Лицо? Лицо — это «нервная пластинка, которое утратило значительную часть своей подвижности и способна выражать разного рода мелкие локальные движения, в остальных частях тела не отражаемые.» Каждый раз, когда мы обнаруживаем в предмете два этих полюса: рефлектирующую поверхность и интенсивные микродвижения, мы можем классифицировать его как лицо. Крупный план и есть лицо, потому что через этот кинематографический приём мы как будто пристально разглядываем предмет, олицовываем его (фациализируем).
Фациальность (олицовывание) происходит двумя способами: как бы контурно обрисовывая это лицо — создавая поверхность фациальности или же прорисовывая конкретные элементы лица — создавая черты фациальности. Фациальность — это механизм, создающий лицо. Так как, он и есть аффект, то у аффекта тоже можно выделить два полюса: удивление (wander = рефлектирующее единство) и желание (интенсивная серия). Тогда к лицу в зависимости от обстоятельств уместно обращаться с вопросами: о чем ты думаешь? / что ты ощущаешь или переживаешь, что с тобой? Четче всего это различие можно проследить в крупных планах Дэвида Уорка Гриффита («Энох Арден») и Сергея Эйзенштейна («Генеральная линия»).
Однако не всегда первый полюс про нежные чувства, а второй про страсти. На самом деле, мы оказываемся перед лицом «желания», всякий раз, когда его черты ускользают от контура и начинают работать сами по себе. Делёз называет несколько чередующихся крупных планов «серийным аспектом». Функция этого аспекта переходить от одного качества к другому. Так, крупный план сам производит качественный скачок — производит новое качество. Лицо wander — это господство одной, застывшей, лишенной становления мысли. Тогда напряженное лицо выражает чистую Возможность, переход от одного качества к другому, а рефлектирующее — Качество, то есть нечто общее для различных множеств.
- Экспрессионизм и лирическая абстракция.

Можно говорить о том, что конкретные режиссеры отдают предпочтение одному из двух видов лица: размышляющему или напряженному, но при этом не утрачивают способность достигнуть другого полюса. Какими средствами они этого добиваются?
У режиссёров немецкого экспрессионизма крупный план, по сути, представляет «интенсивное взаимодействие света с непрозрачностью, с тьмой». Делёз поясняет, что смесь света и тьмы образует движущую силу, способствующую человеческому падению или вознесению. И это буквальное или фигуральное движение обладает чрезвычайной интенсивностью — как, например, в фильмах Фрица Ланга и Фридриха Вильгельма Мурнау, где игра света и теней на неподвижном лице, данном крупным планом, демонстрирует эмоции и переживания героя наиболее наглядно. «Экспрессионистское лицо концентрирует интенсивную серию в том или ином аспекте, колеблющемся его контуры; интенсивная серия одерживает верх над чертами лица». — пишет философ. Однако при максимальной концентрации, на крайнем пределе серии лицо обретает четкие контуры и переходит к другому полюсу Качеств.
Лирическая абстракция пользуется другим приёмом: свет сочетается не с тьмой, а с прозрачным, просвечивающим и белым. На примере фильмов Джозефа фон Штернберга, Делёз поясняет, что взаимодействие света и белизны есть его авторский способ создания лица. Белое — это то, что окружает пространство. В это пространство вписывается лицо — крупный план, отражающий свет. Ключевым для Штернберга является качественное или рефлексивное лицо wander. Но это не значит, что Штернберг ограничен только отражающим аспектом: сквозь замкнутый мир белого пространства походят интенсивны серии, пронизывающие пространство предметы и люди — потенциализации того, что в нём может произойти.
- Отношение к целому

Крупный план не вырывает объект из множества, но «абстрагирует этот объект от всех пространственно-временных координат, то есть возводит в ранг Сущности». 
Лицо — крупный план фиксирует движение, которое из поступательного становится выразительным. Как только мы видим лицо убегающего труса крупным планом, мы видим саму трусость, «ощущение-вещь», сущность. — Жан Эпштейн 
Вырванность образа из пространственно-временных координат является необходимым для обнаружения чистого и выразительного аффекта. Делёз также отмечает, что любой объект или предмет наделенный чертами фациальности представляет собой крупный план. 
Аффект представляет собой сущность, то есть Возможность или Качество. Аффект есть нечто выраженное: он не существует независимо от выражающей его вещи, хотя радикально от нее отличается. То, что он выражает можно назвать лицом, или же эквивалентом лица (фациализированным объектом), или, как мы впоследствии увидим даже предложением. Множество, включающее выраженное и его выражение, аффект и лицо, называется «Иконой».
Из образа-переживания, связанного с крупным планом, Делёз выводит понятие «иконы» как единства выраженного и выражения, по явной аналогии с означаемым и означающим. Фактически он дает прямую отсылку к Чарльзу Пирсу и его классификации образов, в том числе их возможной одинарности и двоичности. Одинарность есть качество иконических знаков, таких, чей план выражения похож на план содержания. Двоичные знаки (индексы) — это те, которые актуализируются в пространстве и времени и превращаются в образ совершенного иного порядка.
Образ-переживание (аффект) — это нечто, взятое само по себе, без ссылки на что бы то ни было иное и безотносительно к их актуализации. Аффект создается внутри истории, но остается независим от любого определенного пространства и времени. История производит аффект, выражая его в конкретном пространстве и времени. Когда качества и возможности актуализируются в конкретном состоянии вещей, они становятся признаками предметов и действием соответственно. Тогда аффект превращается в ощущение, эмоцию или идею.
Таким образом, аффект может быть обнаружен двумя путями: либо уже будучи актуализированными в конкретном состоянии вещей, либо будучи обнаруженным в лице или его эквиваленте. Переход от одинарности знака к двоичности превращает аффект в выраженное состояние: эмоцию или ощущение. Крупный план в кинематографе устраняет функции «обыкновенного лица»: индивидуализация, социализация, коммуникативность, и вырывает образ из определенных пространственно-временных координат.

### От аффекта к действию: образ-импульс
Образ-импульс, согласно Делёзу, располагается между образом-эмоцией, отождествленным с идеализмом, и образом-действием, отождествленным с реализмом. Таким образом, образ-импульс представляет собой «„вырожденный“ аффект или действие „в зародыше“», это уже больше, чем образ-аффект, но меньше, чем образ-действие.
Образ-импульс может быть отождествлен с животным началом, это энергия, овладевающая кусками, из которых состоит изначальный мир. Образ-импульс презентует вечное становление объектов, либо никогда не оканчивающееся, либо моментально возвращающееся к состоянию распада, энтропии, разорванности. Импульс также отсылает к насилию и отношениям хищник-жертва.
Изначальный мир
Если образ-действие возникает в паре «детерминированные Среды — виды Поведения», а образ-аффект в паре «Какие-угодно-пространства — Аффекты», то образ-импульс проявляется в паре «изначальные Миры — элементарные Импульсы». Так, в основе понятия образ-импульс лежит понятие «изначальный мир».
Изначальный мир, как пишет Делёз, аморфный, расплывчатый, лишенный четкой структуры. Он составлен из «бесформенных видов материи, эскизов, кусков, для которых характерны динамическая энергия действия». Важно, что упомянутые «куски» и «эскизы» не обладают оформленными функциями и не отсылают ни к чему конкретному, даже к возникающим в этом фоне субъектам. Любые субъекты, встречающиеся в изначальном мире, не обладают конкретным типом поведения, «их поступки предваряют какую-либо дифференциацию человека и животного».
Куски объединяются в изначальном мире в множество не через организацию, а через «конвергенцию всех своих частей в беспредельном поле нечистот или в болоте». Изначальный мир — это мир неистовства, «великого импульса смерти», «переливающееся через собственные края место».
Изначальный мир располагаясь между каким-угодно-пространством и детерминированной средой, обладает самостоятельностью, аутентичностью, несводимостью ни к какой-угодно-среде, ни к детерминированной среде. Он уже не какое-угодно-пространство, поскольку является основанием для формирования какой-угодно среды. В то же время, изначальный мир — это еще и не детерминированная среда — детерминированные среды происходят от изначальных миров.
С понятие изначального мира тесно связано понятие производной среды. Реальные, актуализированные среды сообщаются с изначальными мирами. Так появляется понятие производной среды — среды, бесконечно порождаемые изначальным миром и вновь в него возвращающиеся: «едва они успевают оттуда выйти в виде уже обреченных и испорченных набросков, как наступает пора совсем бесповоротного возвращения». Так, изначальный мир двойственен — это одновременно начало мира, и конец света.
Упомянутые производные среды склонны к деградации, энтропии, регрессу. В качестве примера динамики производных сред, Делёз приводит буржуазный салон из «Ангела-истребителя» Луиса Бунюэля, который был таинственно закрыт, а после открытия «пересобрался» заново в соборе. Тот же троп постоянной «пересборки» пространства и собрания одних и тех же людей воспроизводится в «Скромном обаянии буржуазии». Как утверждает Делёз, у Бунюэля деградация — это ни столько энтропия, сколько «убыстряющееся повторение и вечное возвращение».
Кусок — объект импульса
Объект импульса, принадлежа изначальному миру, одновременно вырывается из производного мира, из реального объекта. Так, объект импульса характеризуется наличием разрыва с реальным объектом, частичностью или незаконченностью. Импульс ломает, разрывает, обрубает. Объектом импульса может быть кусок плоти, обрубленные части тела, хлам, мусор, помои, предметы одежды вне людей, любые деформированные объекты. Так, фетиш также является производной мира импульсов.
В качестве примера объекта импульса Делёз приводит, например, туфли крупным планом как объект сексуального фетиша в  «Весёлой вдове» Эриха фон Штрогейма и   «Дневнике горничной» Бунюэля.

## Избранные режиссёры и фильмография
Ниже приводится частичный список режиссёров и фильмов, упоминаемых или разбираемых Делёзом:
Шанталь Акерман («Жанна Дильман, набережная Коммерции 23, Брюссель 1080», «Я, ты, он, она»)
Микеланджело Антониони («Затмение», «Приключение», «Красная пустыня», «Забриски-пойнт», «Профессия: репортёр», «Хроника одной любви», «Крик», «Идентификация женщины»)
Ингмар Бергман («Лето с Моникой», «Причастие», «Осенняя соната», «Персона», «Стыд», «Змеиное яйцо», «Шёпоты и крики», «Молчание», «Фанни и Александр»)
Тод Браунинг («Неизвестный», «Несвятая троица», «Уродцы»)
Робер Брессон («Процесс Жанны д’Арк», «Дневник сельского священника», «Карманник», «Ланселот Озёрный», «Дамы Булонского леса», «Наудачу, Бальтазар», «Деньги», «Вероятно, дьявол», «Четыре ночи мечтателя»)
Луис Бунюэль («Смерть в этом саду», «Ангел-истребитель», «Симеон-пустынник», «Забытые», «Скромное обаяние буржуазии», «Золотой век», «Млечный Путь»,              «Назарин», «Дневник горничной», «Сусана», «Виридиана», «Андалузский пёс», «Дневная красавица», «Призрак свободы», «Этот смутный объект желания»)
Аньес Варда («Счастье», «Пуэнт-Курт», «Клео от 5 до 7», «Одна поёт, другая нет»)
Пауль Вегенер («Голем»)
Вим Вендерс («С течением времени», «Алиса в городах», «Американский друг», «Положение вещей»)
Дзига Вертов («Человек с киноаппаратом»)
Жан Виго («Аталанта», «Тарис, король воды»)
Кинг Видор («Дуэль под солнцем», «За лесом», «Толпа»)
Роберт Вине («Кабинет доктора Калигари»)
Лукино Висконти («Одержимость», «Невинный», «Чувство», «Земля дрожит», «Белые ночи», «Леопард», «Смерть в Венеции», «Семейный портрет в интерьере»,               «Людвиг», «Туманные звёзды Большой Медведицы», «Гибель богов»)
Абель Ганс («Наполеон», «Колесо»)
Жан-Люк Годар («Презрение», «На последнем дыхании», «Безумный Пьеро», «Карабинеры», «Маленький солдат», «Сделано в США», «Уикенд», «Две или три вещи, которые я знаю о ней», «Спасай, кто может (свою жизнь)», «Страсть», «Жить своей жизнью», «Женщина есть женщина», «Мужское — женское», «Посторонние»,              «Китаянка», «Приветствую тебя, Мария», «Имя: Кармен», «Альфавиль»)
Жан Гремийон («Смотрители маяка», «Буксиры»)
Дэвид Уорк Гриффит («Нетерпимость», «Рождение нации», «Энох Арден», «Сломанные побеги»)
Йылмаз Гюней («Дорога»)
Сесил Блаунт Демилль («Десять заповедей», «Самсон и Далила»)
Александр Довженко («Арсенал», «Земля», «Аэроград», «Звенигора»)
Карл Теодор Дрейер («Страсти Жанны д’Арк», «Слово», «День гнева», «Вампир»)
Кшиштоф Занусси («Структура кристалла», «Защитные цвета», «Константа»)
Кон Итикава («Месть актёра»)
Элиа Казан («Куколка», «Америка, Америка», «В порту», «К востоку от рая»)
Марсель Карне («День начинается», «Вечерние посетители», «Дети райка»)
Джон Кассаветис («Тени», «Лица», «Глория», «Убийство китайского букмекера», «Женщина под влиянием», «Потоки любви»)
Генри Кинг («И восходит солнце»)
Бастер Китон («Три эпохи», «Наше гостеприимство», «Пароходный Билл — младший», «Навигатор», «Генерал», «Сражающийся Батлер», «Кинооператор», «Шерлок-младший», «Одна неделя», «На Запад»)
Рене Клер («Соломенная шляпка», «Миллион», «Париж уснул», «Антракт», «Под крышами Парижа»)
Фрэнсис Форд Коппола («Крёстный отец»)
Стэнли Кубрик («Доктор Стрейнджлав, или Как я перестал бояться и полюбил бомбу», «Космическая одиссея 2001 года», «Сияние», «Заводной апельсин», «Тропы славы»)
Акира Куросава («Кагемуся: Тень воина», «Семь самураев», «Рай и ад», «Телохранитель», «Трон в крови», «Красная борода», «Идиот», «Дерсу Узала», «Под стук трамвайных колёс»)
Фриц Ланг («Нибелунги», «Метрополис», «Доктор Мабузе, игрок», «М», «Завещание доктора Мабузе», «По ту сторону разумного сомнения»)
Джозеф Лоузи («Ева», «Слуга», «Посредник», «Дон Жуан», «Месье Кляйн», «Модести Блейз», «Проклятые», «Силуэты на пересечённой местности», «Бум!»)
Чарльз Лоутон («Ночь охотника»)
Марсель Л’Эрбье («Эльдорадо», «Деньги»)
Эрнст Любич («Серенада трёх сердец», «Восьмая жена Синей Бороды», «Быть или не быть»)
Сидни Люмет («Собачий полдень», «Серпико», «Прощай, Брейверман», «Телесеть», «12 разгневанных мужчин»)
Луи Маль («Любовники», «Лифт на эшафот», «Чёрная луна», «Атлантик-Сити»)
Джозеф Лео Манкевич («Босоногая графиня», «Письмо трём жёнам», «Всё о Еве», «Игра на вылет», «Внезапно, прошлым летом», «Призрак и миссис Мьюр», «Что скажут люди», «Юлий Цезарь, «Клеопатра»)
Кэндзи Мидзогути («Сказки туманной луны после дождя», «Новая повесть о доме Тайра», «Повесть о поздней хризантеме», «Гионские сёстры», «Ёкихи», «Женщина Сайкаку»)
Винсент Миннелли («Жижи», «В ясный день увидишь вечность», «Злые и красивые», «Четыре всадника Апокалипсиса», «Длинный, длинный трейлер», «Жажда жизни»,  «Театральный фургон», «Американец в Париже», «Бригадун», «Подводное течение»)
Фридрих Мурнау («Фауст», «Последний человек», «Восход солнца», «Носферату, симфония ужаса», «Тартюф», «Табу», «Призрак»)
Ясудзиро Одзу («Вкус сайры», «Поздняя весна», «Осень в семье Кохаягава», «Поздняя осень», «Вкус риса с зелёным чаем», «Женщина из Токио», «Что забыла дама?», «История о плывущих водорослях», «Этой ночи жена», «Каприз»)
Роберт Олтмен («Свадьба», «Нэшвилл, «Квинтет»)
Макс Офюльс («Мадам де…», «Лола Монтес», «Карусель»)
Георг Вильгельм Пабст («Ящик Пандоры»)
Пьер Паоло Пазолини («Свинарник», «Теорема», «Сало, или 120 дней Содома», «Евангелие от Матфея», «Царь Эдип», «Медея», «Декамерон», «Кентерберийские рассказы», «Цветок тысячи и одной ночи»)
Сергей Параджанов («Цвет граната»)
Сэм Пекинпа («Майор Данди», «Дикая банда»)
Артур Пенн («Маленький большой человек»)
Всеволод Пудовкин («Мать», «Конец Санкт-Петербурга», «Потомок Чингисхана»)
Ален Рене («В прошлом году в Мариенбаде», «Мой американский дядюшка», «Люблю тебя, люблю», «Мюриэль, или Время возвращения», «Хиросима, любовь моя»,       «Жизнь — это роман», «Ван Гог», «Провидение», «Ночь и туман», «Стависки», «Любовь до смерти», «Война окончена»)
Жан Ренуар («Правила игры», «Нана», «Дневник горничной», «Человек-зверь», «Девочка со спичками», «Золотая карета», «Река», «Завтрак на траве», «Французский канкан», «Великая иллюзия»)
Жак Риветт («Северный мост», «Монахиня», «Селин и Жюли совсем заврались»)
Кэрол Рид («Третий человек»)
Ален Роб-Грийе («Человек, который лжёт»)
Эрик Ромер («Маркиза фон О», «Персеваль Валлиец», «Ночь у Мод», «Выгодная партия», «Коллекционерка», «Колено Клер»)
Михаил Ромм («Пышка», «Девять дней одного года», «Обыкновенный фашизм»)
Роберто Росселлини («Пайза», «Европа 51», «Путешествие в Италию», «Генерал Делла Ровере», «Германия, год нулевой», «Стромболи, земля Божья», «Приход к власти Людовика XIV», «Мессия», «Паскаль», «Сократ»)
Роберт Россен («Мошенник»)
Николас Рэй («Царь царей», «Невинные дикари», «Джонни Гитара»,  «Девушка с вечеринки», «На опасной земле», «Бунтарь без причины»)
Витторио Де Сика («Похитители велосипедов», «Умберто Д.», «Чудо в Милане»)
Мартин Скорсезе («Таксист», «Король комедии»)
Джордж Стивенс («Время свинга»)
Марк Сэндрич («Цилиндр»)
Андрей Тарковский («Солярис», «Сталкер», «Зеркало»)
Жак Тати («Время развлечений», «Трафик», «Каникулы господина Юло», «Мой дядюшка»)
Франсуа Трюффо («Украденные поцелуи», «Семейный очаг», «Стреляйте в пианиста», «Зелёная комната», «Жюль и Джим», «Две англичанки и «Континент»)
Жак Турнёр («Люди-кошки», «Я гуляла с зомби»)
Уильям Уайлер («Лучшие годы нашей жизни»)
Энди Уорхол («Спи»)
Джеймс Уэйл («Франкенштейн», «Невеста Франкенштейна», «Человек-невидимка»)
Орсон Уэллс («Процесс», «Гражданин Кейн», «Мистер Аркадин», «Леди из Шанхая», «Бессмертная история», «Отелло», «Великолепные Эмберсоны», «Печать зла»,       «Макбет, «Ф как фальшивка», «Чужестранец», «Фальстаф»)
Федерико Феллини («Белый шейх», «Маменькины сынки», «Восемь с половиной», «Город женщин», «Амаркорд», «И корабль плывёт…», «Рим», «Сатирикон»,                  «Джульетта и духи», «Ночи Кабирии», «Клоуны», «Казанова Феллини», «Дорога», «Репетиция оркестра»)
Марко Феррери («Прощай, самец»)
Теренс Фишер («Невесты Дракулы»)
Роберт Флаэрти («Нанук с севера, «Моана южных морей»)
Джон Форд («Как зелена была моя долина», «Дилижанс», «Фургонщик», «Человек, который застрелил Либерти Вэланса», «Два всадника», «Молодой мистер Линкольн»,  «Гроздья гнева, «Долгий путь домой», «Весь город говорит»)
Вернер Херцог («Агирре, гнев божий», «Фицкарральдо», «Стеклянное сердце», «Земля тишины и темноты», «Каждый за себя, а Бог против всех», «Строшек»,                   «Носферату — призрак ночи», «Войцек»)
Деннис Хоппер («Беспечный ездок»)
Говард Хоукс («Лицо со шрамом», «Земля Фараонов», «Глубокий сон», «Красная река», «Рио Браво», «Эльдорадо», «С огоньком», «Воспитание крошки», «Джентльмены предпочитают блондинок»)
Джон Хьюстон («Асфальтовые джунгли», «Мальтийский сокол», «Моби Дик»)
Фред Циннеман («Ровно в полдень»)
Чарльз Чаплин («Цирк», «Парижанка», «Новые времена», «Золотая лихорадка», «Огни большого города», «Великий диктатор», «Месье Верду», «На плечо!», «Тихая улица», «Огни рампы», «Король в Нью-Йорке»)
Клод Шаброль («Красавчик Серж», «Кузены», «Виолетта Нозьер»)
Патрис Шеро («Плоть орхидеи», «Раненый человек»)
Виктор Шёстрём («Ветер»)
Джозеф фон Штернберг («Распутная императрица», «Жестокий Шанхай», «Пристани Нью-Йорка», «Макао», «Шанхайский экспресс», «Голубой ангел», «Марокко», «Белокурая Венера»)
Эрих фон Штрогейм («Королева Келли», «Глупые жёны», «Слепые мужья», «Алчность», «Весёлая вдова», «Свадебный марш»)
Сергей Эйзенштейн («Броненосец «Потёмкин», «Иван Грозный», «Генеральная линия», «Октябрь», «Стачка», «Да здравствует Мексика!», «Александр Невский»)
Жан Эпштейн («Верное сердце», «Падение дома Ашеров», «Прекрасная нивернезка»)
Жан Эсташ («Мамочка и шлюха», «Мои первые увлечения»)
Альфред Хичкок («Подозрение»,«Окно во двор», «Заворожённый», «Исступление», «Птицы», «Головокружение», «Психо», «К северу через северо-запад», «Верёвка», «В случае убийства набирайте «М», «Я исповедуюсь», «Саботаж», «Тень сомнения», «Мистер и миссис Смит», «Неприятности с Гарри», «Секретный агент», «Дурная слава», «Не тот человек», «Шантаж», «Иностранный корреспондент», «Тридцать девять ступеней», «Ринг», «Семейный заговор», «Убийство!», «Человек, который слишком много знал»)